# Landgoed Doesborgh
Landgoed Doesborgh of Landgoed Geritten is een voormalig landgoed in de buurtschap 't Ven in de Nederlandse plaats Venlo. Het is vernoemd naar Gerardus Geritsen van Doesborgh, de eerste eigenaar. Het is niet bekend wanneer het landgoed en het huis zijn ontstaan, maar in 1650 werd het nog niet vermeld.
Petrus van Doesborgh, zoon van Mathias en van Maria Gertrudis Lodorff, was de laatste uit de familie die op het Huis Doesborgh/Geritten woonde. In 1826 vertrok hij naar Luik. In 1839 werd het Huis betrokken door Joseph Heutz.
In februari 1882 kocht de orde Dominicanessen het landgoed aan. In het oude, vervallen geraakte Huis Geritten richtten ze een noodkapel in waar ook de bewoners van de buurtschap welkom waren. Naast het Huis werd het nieuwe klooster Mariadal gebouwd dat rond 1903 gereed kwam.
Een van de bijgebouwen van het Huis Geritten heeft nog tijdelijk dienstgedaan als woning voor de rector van het klooster.